# Буче-Ланда
Буче-Ланда — пресноводное озеро на территории Пяльмского сельского поселения Пудожского района Республики Карелии.

## Общие сведения
Площадь озера — 0,8 км², площадь водосборного бассейна — 10,4 км², располагается на высоте 167 метров над уровнем моря.
Котловина ледникового происхождения.
Форма озера лопастная, продолговатая: оно вытянуто с запада на восток. Берега изрезанные, каменисто-песчаные, преимущественно возвышенные.
Из залива на юго-западной стороне озера вытекает безымянный водоток, который, протекая через Педозеро, впадает в Навозеро, из которого вытекает река Нава, впадающая в Укшозеро. Из последнего вытекает река Укша, впадающая в Келкозеро, из которого берёт начало река Келка, впадающая, в свою очередь, в Водлозеро.
На озере расположено пять небольших безымянных островов, рассредоточенных по всей площади водоёма.
Рыба: плотва, окунь, щука, ёрш.
Населённые пункты и автодороги вблизи водоёма отсутствуют.
Код объекта в государственном водном реестре — 01040100411102000019069.